# Ajuma Nasenyana
Ajuma Nasenyana (Lodwar, 16 agosto 1995) è una modella keniota.

## Biografia
Nota per aver vinto il Miss Tourism in Kenya e il Ford Supermodel of the World nel 2003, fu attraverso questa competizione che arrivò all'attenzione di Lyndsey McIntyre della Surazuri Modeling Agency. 
Ha lavorato con Victoria's Secret e Carlos Mienes, Nasanyana ha partecipato alla New York Fashion Week insieme a Naomi Campbell e Alek Wek per stilisti come Baby Phat e Carlos Mienes per arrivare poi alla Milano Fashion Week e sfilare con Ungaro. Da allora, ha realizzato diversi servizi, un video per Lacoste e un catalogo per Issey Miyake. 
Nel 2011 è stata nominata Africa Fashion Week Model of the Year 2012 dall'AFI African Fashion International.